# 市原市立白幡小学校
市原市立白幡小学校（いちはらしりつ しらはたしょうがっこう）は、千葉県市原市山木にある公立小学校。文部科学省の学校コードはB112210004618、旧学校調査番号は121086。

## 概要
市原市北部の市原地区に位置する。児童数増加によって3校の小学校からそれぞれ一部を分離して開校した新設校である。しかし、通学児童の半数以上が住む辰巳台団地は開校時にはすでに最盛期を過ぎようとしていた頃であり、最大児童数があまり多くないほか、現在の児童数も約150名ほどで少ない。

## 沿革

### 概歴
1979年（昭和54年）、市原市立市原小学校、市原市立辰巳台西小学校、市原市立辰巳台東小学校の3校から分離独立し、市原市立白幡小学校として開校した。創立当初の児童数は702名。児童数のピークは1982年（昭和57年）の20学級728名で、以降は減少傾向となっている。学校実績としては1982年（昭和57年）に千葉県健康優良校表彰があり、千葉県教育委員会からの研究指定を1997年（平成9年）に1回、市原市教育委員会研究指定を1988年（昭和63年）、2002年（平成14年）、2003年（平成15年）に1回ずつ経験している。

### 年表
- 1979年（昭和54年）4月1日 - 市原市立白幡小学校開校[3]。

## 施設

### 敷地
敷地の詳細は以下の通りである。
| 所在地     | 〒299-0005 千葉県市原市山木108番地 |
| 所有者     | 市原市                             |
| 敷地面積   | 23,672m2                           |
| 用途地域   | 指定なし                           |
| 指定建蔽率 | 60%                                |
| 指定容積率 | 100%                               |
| 取得価格   | 718,350,000円                      |

### 建物
敷地内の建物は以下の通りである。
| 棟番号 | 棟名称     | 構造 | 階数        | 延床面積   | 建築年 | 耐震   | 耐震       | Is値 | 備考 |
| ------ | ---------- | ---- | ----------- | ---------- | ------ | ------ | ---------- | ---- | ---- |
| 001    | 校舎-1     | RC造 | 地上3階建て | 3,163.00m2 | 1979年 | 旧基準 | 耐震工事済 | 0.71 |      |
| 002    | 校舎-2     | RC造 | 地上3階建て | 1,023.00m2 | 1979年 | 旧基準 | 耐震工事済 | 0.9  |      |
| 003    | 体育館     | RC造 | 地上1階建て | 805.00m2   | 1980年 | 旧基準 | 耐震性あり | 0.7  |      |
| 004    | 倉庫・物置 | 木造 | 地上1階建て | 76.00m2    | 1979年 | -      | -          | -    |      |
| 005    | 倉庫・物置 | 木造 | 地上1階建て | 37.00m2    | 1979年 | -      | -          | -    |      |
| 006    | 倉庫・物置 | 木造 | 地上1階建て | 26.00m2    | 1983年 | -      | -          | -    |      |

## 規模
2022年（令和4年）4月1日現在の学校規模は以下の通りである。
| 児童数       | 147名    |
| 学級数       | 8学級    |
| 通学区域面積 | 3.125km2 |
| 通学区域人口 | 5,532人  |

## 通学区域
以下の町丁字とその範囲を通学区域に指定している。
- 辰巳台西2丁目
- 辰巳台東3丁目の一部
- 能満の一部
- 山木の一部
- 大厩の一部

## 通学区域内施設
通学区域内の主な施設は以下の通りである。
- 市原警察署辰巳交番
- 市原うさぎ幼稚園
- マルエイ四辻店

## 中学校区
- 市原市立辰巳台中学校

## 隣接小学校区
- 市原市立若宮小学校
- 市原市立菊間小学校
- 市原市立市原小学校
- 市原市立湿津小学校
- 市原市立辰巳台東小学校
- 市原市立辰巳台西小学校

## アクセス
- 八幡宿駅から徒歩45分
- 小湊鐵道バス
  - （八02系統）「山木」で下車後、徒歩7分
  - （千08、五25、八01、八02、八03、八09、八27、喜02、喜06系統）「辰巳団地」で下車後、徒歩7分